# Kuiperij

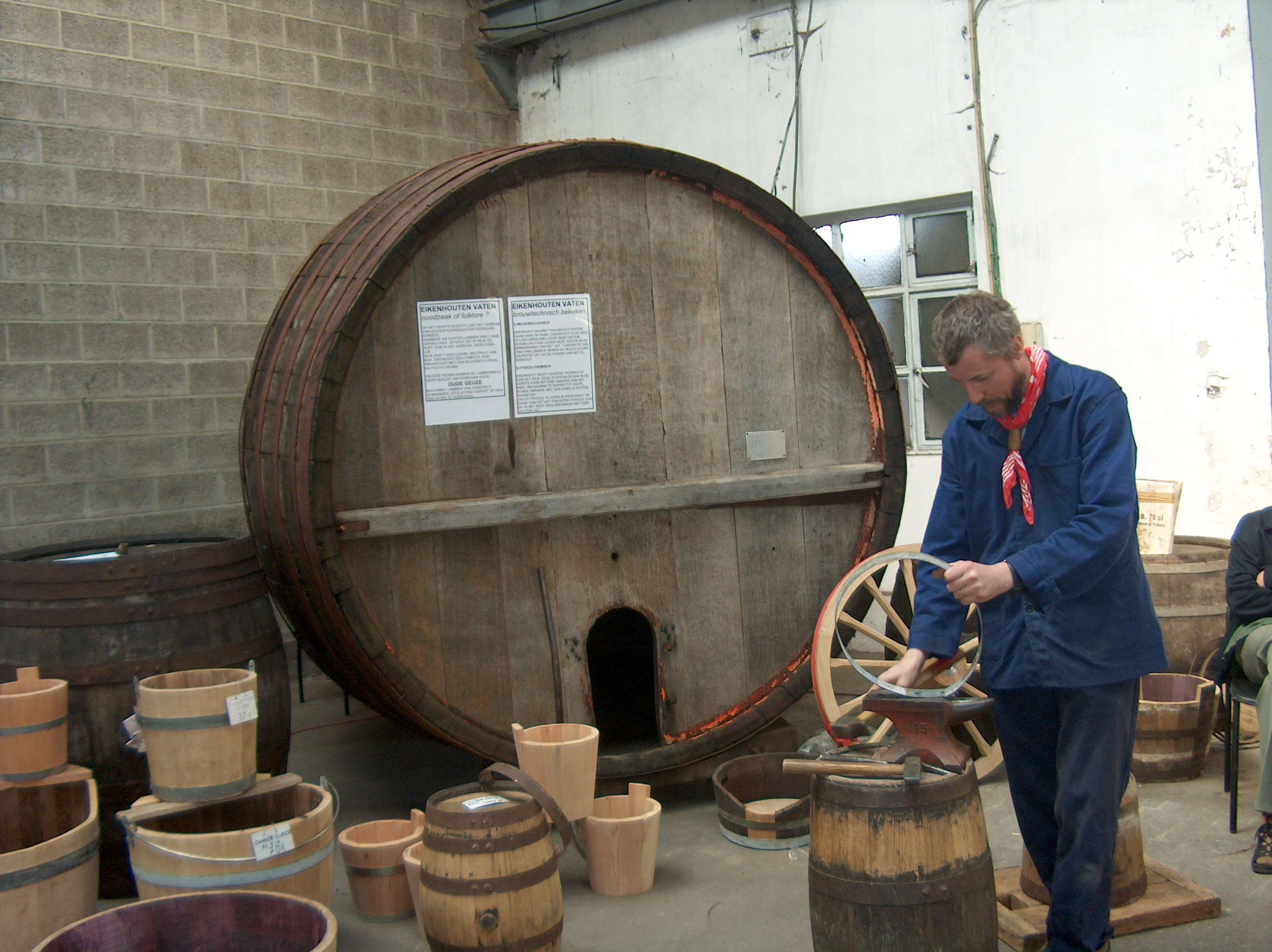
Kuiper aan het werk

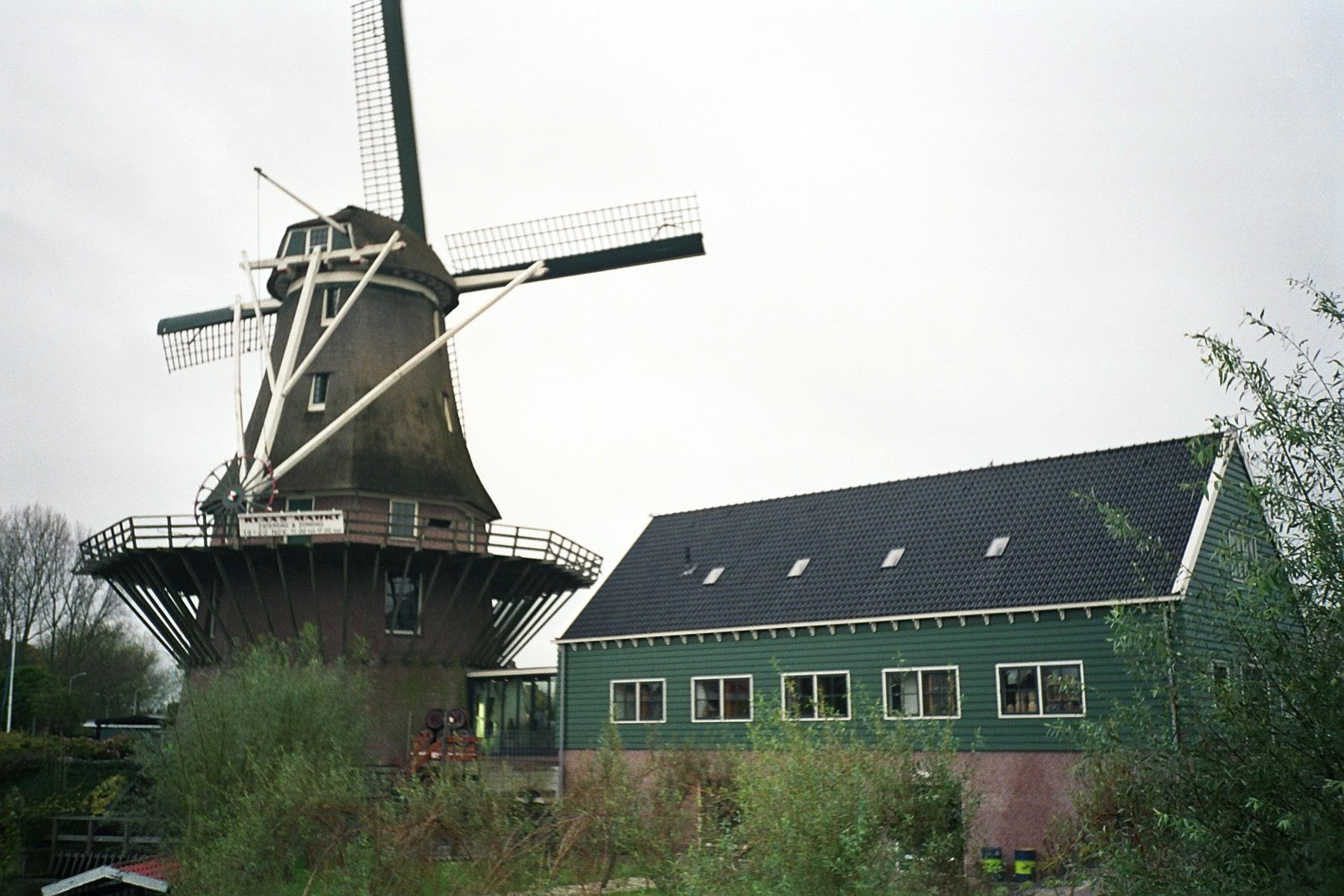
Molen van Sloten en Kuiperijmuseum

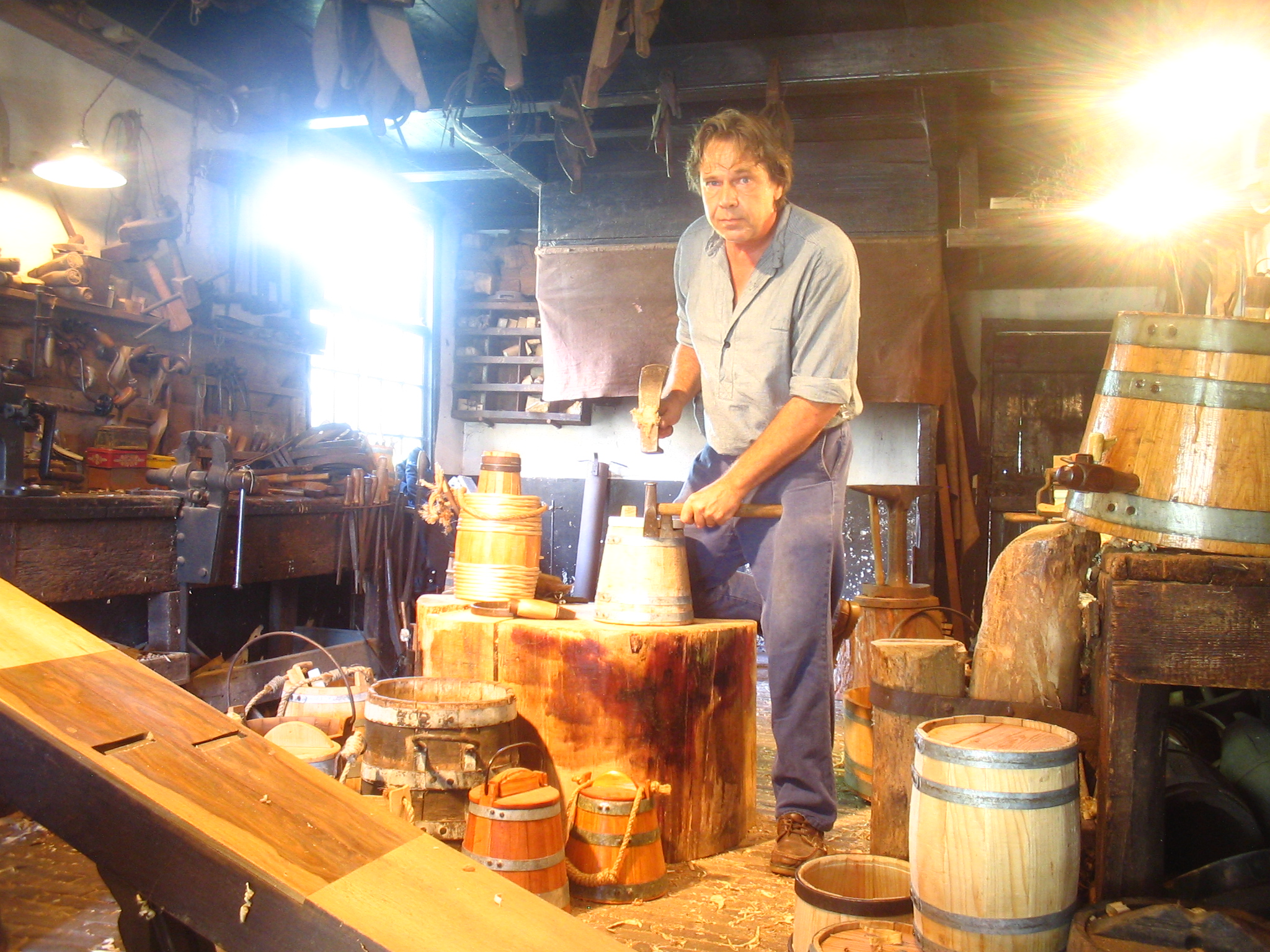
Kuiperij in het Zuiderzeemuseum te Enkhuizen

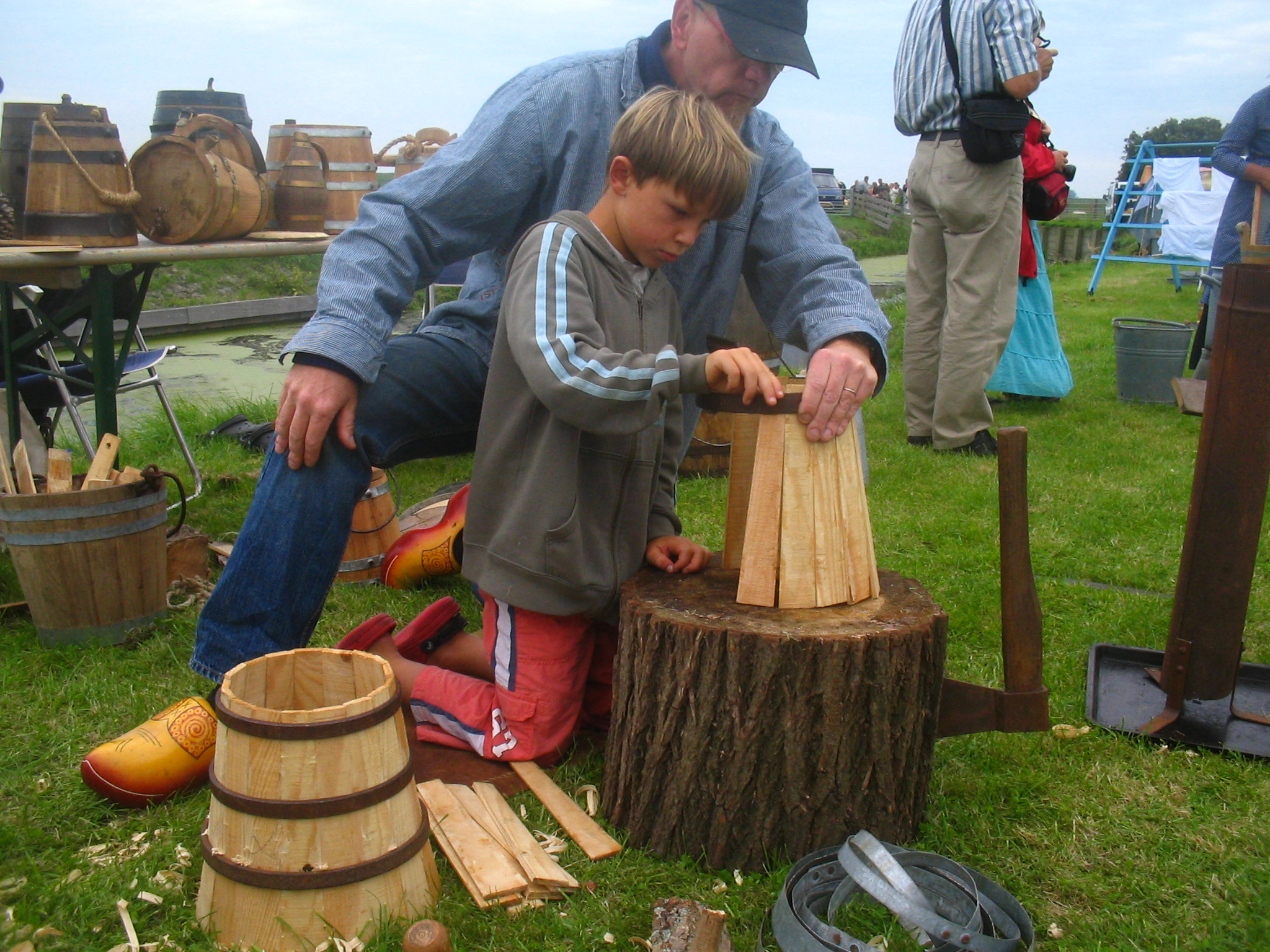
Kuiperij van de oude ambachten verhuur groep Zwarte Handen

Een kuiperij is een werkplaats waar houten kuipen en vaten of tonnen gemaakt worden. Het beroep (of ambacht) van kuiper is nagenoeg verdwenen, omdat de kuipen of vaten tegenwoordig van metaal gemaakt worden. Het ambacht wordt ook kuiperij genoemd.
Kuipen worden toegepast voor het bewaren en vervoeren van onder andere vloeistoffen, denk daarbij aan wijn en bier. Ook in de historische scheepsbouw waren kuipen onmisbaar. Behalve voor het vervoer van vers drinkwater, drank en oliën, werden kuipen op grote schaal toegepast voor het versjouwen van vis, waarbij de vis in lagen - afwisselend met zout - in de ton werd gestapeld. In de vijftiende, zestiende en zeventiende eeuw waren bij een scheepswerf, zoals bekend van Amsterdam en Rotterdam, altijd diverse kuiperijen gevestigd.
Het Zuiderzeemuseum in Enkhuizen heeft nog een werkende kuiperij, waar vijf dagen per week het oude ambacht wordt gedemonstreerd door enkele van de laatste handmatige kuipers in Nederland. Er worden in de oude volledig ingerichte werkplaats nog steeds met de hand tonnen, houten emmers, putsen, tobbes, jonen en brelen, voerbakken en vele andere vroeger door de kuiper gemaakte voorwerpen vervaardigd. Ook het Limburgs Openluchtmuseum Eynderhoof in Nederweert-Eind heeft nog kuipers, die tijdens het seizoen demonstraties geven
Het Jenevermuseum te Hasselt, het Museum voor Oudere Technieken te Grimbergen, het Karrenmuseum te Essen en het openluchtmuseum te Bokrijk bevatten een collectie kuipersgereedschap.
Tussen 2005 en 2020 was er bij de Molen van Sloten in Amsterdam-Sloten een Kuiperijmuseum, waarin veel te zien was over dit oude ambacht.
Men vindt sporen van dit ambacht ook in achternamen als Cuypers, de Cuyper, Kuiper en Couperus.

## Andere betekenissen
Nederland: het woord kuiperij wordt ook van oudsher gebruikt om intrige(s) mee aan te duiden. Het is onduidelijk of kuiperij in deze betekenis etymologisch verwant is aan de benaming van het ambacht.
Antwerpen: in de haven wordt een havenbedrijf dat gespecialiseerd is in het goederen vastzetten of sjorren in zeeschepen of in containers kuiperij genoemd. Werknemers die goederen vastzetten worden kuipers genoemd.